# Joó Tibor
Joó Tibor (Kolozsvár, 1901. augusztus 21. – Budapest, 1945. március 1.) magyar történetfilozófiai író, könyvtáros.

## Életpályája
A szegedi Ferenc József Tudományegyetemen avatták a filozófia doktorává, 1929-től 1933-ig az egyetem könyvtárának könyvtári tisztjeként dolgozott, majd a Magyar Nemzeti Múzeum Könyvtára és az Országos Széchényi Könyvtár szakdíjnokaként. Kétszer is kitüntették Baumgarten-díjjal, 1939-től a Pázmány Péter Tudományegyetem történetfilozófia magántanára lett.
A két világháború közötti szellemtörténeti irányzatot képviselte; publicisztikai írásaiban szemben állt a német fasizmussal, elsősorban a magyar nemzeteszme és a magyar történetfilozófia történetével, Böhm Károly munkásságával foglalkozott. 1940-ben összeállította az OSZK-ban őrzött magyar nyelvű filozófiai kéziratok bibliográfiáját.
Tanulmányai a Magyar Szemlében, a Nyugatban, a Protestáns Szemlében és a Válaszban jelentek meg. A magyar nemzeteszme (1939) c. munkája a korszak egyik jelentős alapvetése.
1945. március 1-jén a Budapest ostroma alatt kapott sebesülésébe halt bele.

## Fontosabb művei
- Történetfilozófiai alapok Böhm Károly rendszerében; Studium, Szeged, 1927 (Értekezések a M. Kir. Ferencz József-Tudományegyetem Filozófiai Intézetéből)
- Joó Tibor: Ady arca a történetphilosophia megvilágításában; Studium, Szeged, 1928 (Bethlen Gábor Kör. Kolozsvár–Szeged kiadványai)
- Böhm Károly ifjúkori önéletrajza; bev. Joó Tibor; Prometheus Ny., Szeged, 1930 (Egyetemi Bethlen Gábor Kör, Kolozsvár–Szeged kiadványai)
- A történetfilozófia feladata és Ernst Troeltsch elmélete; Az Egyetem Barátainak Egyesülete, Szeged, 1931 (Acta Litterarum ac Scientiarum Regiae Universitatis Hung. Francisco-Iosephinae Sectio phil.)
- Spranger; s.n., Bp., 1932
- Kerkapoly Károly történetfilozófiája. Adat a hegelianizmus történetéhez; Egyetemi Ny., Bp., 1932
- A korszellem mint történetfilozófiai kérdés; Egyetemi Ny., Bp., 1933
- Bevezetés a szellemtörténetbe; Franklin, Bp., 1935 (Az Országos Magyar Protestáns Diákszövetség könyvei)
- A magyar nemzeti szellem; Magyarságtudomány, Bp., 1938 (A Magyarságtudomány tanulmányai)
- Nemzetnevelés és szociálpolitika; Állami Ny., Bp., 1939
- A magyar nemzeteszme; Franklin, Bp., 1939 (Kultúra és tudomány) Online
- Magyar nyelvű filozófiai kéziratok a Széchényi Könyvtárban; MNM Országos Széchényi Könyvtár, Bp., 1940 (Az Országos Széchényi Könyvtár kiadványai)
- Mátyás és birodalma; Athenaeum, Bp., 1940
- Magyar nacionalizmus; Athenaeum, Bp., 1941
- Vallomások a magyarságról. A magyar önismeret breviáriuma; Hungária, Bp., 1943
- Tiburce Joó: La politique extérieure du roi Mathias; Société de la Nouvelle Revue de Hongrie, Bp., 1943
- A magyar nemzeteszme; Universum, Szeged, 1990 (Universum reprint)
- Vallomások a magyarságról. A magyar önismeret breviáriuma a honfoglalástól Széchenyiig; szöveggond. Filep Tamás Gusztáv, előszó Filep Tamás Gusztáv, Húbert Ferenc, ajánló bibliogr. Szőke Katalin; Pro Hungaris Kulturális Értékközvetítő Alapítvány, Bp., 1995 (Pro Hungaris könyvek)
- A magyar nacionalizmus; magánkiadás, Szeged, 1997
- Történetfilozófia és metafizika. Válogatott írások; vál., bev. szöveggond. Filep Tamás Gusztáv; Ister, Bp., 2001 (Magyar minerva)
- Mátyás és birodalma; sajtó alá rend. Turbucz Péter; Attraktor, Máriabesnyő, 2016 (Historia incognita. Zsebkönyvek)
- Bevezetés a szellemtörténetbe; sajtó alá rend. Turbucz Péter; Attraktor, Máriabesnyő, 2017 (Historia incognita 3. sorozat. Zsebkönyvek)